# Gereformeerde kerk (Sprang)
De Gereformeerde kerk is een voormalig protestants kerkgebouw in plaats Sprang in de Nederlandse gemeente Waalwijk. Het gebouw is gelegen aan de Van der Duinstraat 42.

## Geschiedenis
De dolerenden van 1886 lagen aan de basis van de Gereformeerde gemeenschap in Sprang, terwijl in Vrijhoeve-Capelle al eerder een afscheiding plaats vond waarbij ook enkele inwoners van Sprang betrokken waren, zie de gereformeerde kerk aldaar. Beide groeperingen fuseerden in 1890 tot de gereformeerden. Zij namen in 1893 een nieuwe kerk te Sprang in gebruik.
Tijdens de Eerste Wereldoorlog waren er militairen te Sprang ingekwartierd en dezen mochten de kerk als militair tehuis gebruiken.
Pogingen tot samenwerking met de nabijgelegen Gereformeerde gemeente van Vrijhoeve-Capelle stuitten lange tijd op allerlei bezwaren. Pas in 1982 was deze samenwerking formeel een feit. Nu kwam men voor de keuze van hetzij een nieuwe kerk te bouwen dan wel één van de twee beschikbare kerken te handhaven en de andere af te stoten. Uiteindelijk viel de keuze op de kerk van Vrijhoeve-Capelle. De kerk van Sprang werd afgestoten en in 1996 verkocht. Het werd hierna omgevormd tot een kantoorruimte.

## Gebouw
Het betreft een bakstenen kerkgebouw op rechthoekige plattegrond met rondbogige vensters. In 1931 en 1982 vonden nog uitbreidingen plaats. Van een toren of dakruiter is geen sprake.